# Bonifacja
Bonifacja – imię żeńskie pochodzenia łacińskiego. Wywodzi się od słów bonum fatum oznaczających „dobry los”. Patronką tego imienia jest św. Bonifacja Rodríguez Castro.
Bonifacja tu żeński odpowiednik imienia Bonifacy.
W Polsce imię rzadkie. W styczniu 2025 r. w rejestrze PESEL, wśród publicznie dostępnych danych dotyczących osób żyjących, wykazano 19 kobiet o imieniu Bonifacja nadanym jako imię pierwsze.
Bonifacja imieniny obchodzi 8 sierpnia.

## Kobiety noszące imię Bonifacja
- Elżbieta Bonifacja — jedyna córka polskiej królowej Jadwigi Andegaweńskiej i króla Władysława Jagiełły.